# 207P/NEAT
La comète NEAT 4, officiellement 207P/NEAT, est une comète périodique du système solaire, découverte le 14 mars 2001 par le programme NEAT.